# Mexico Citys Grand Prix 2024
Mexico Citys Grand Prix 2024 (officielt navn: Formula 1 Gran Premio de la Ciudad de México 2024) var et Formel 1-løb, som blev kørt den 27. oktober 2024 på Autódromo Hermanos Rodríguez i Mexico City, Mexico. Det var det 20. løb i Formel 1-sæsonen 2024.

## Kvalifikation
| Pos.               | Nr. | Kører            | Konstruktør                  | Del 1    | Del 2    | Del 3    | Grid |
| ------------------ | --- | ---------------- | ---------------------------- | -------- | -------- | -------- | ---- |
| 1                  | 55  | Carlos Sainz Jr. | Ferrari                      | 1.16,778 | 1.16,515 | 1.15,946 | 1    |
| 2                  | 1   | Max Verstappen   | Red Bull Racing-Honda RBPT   | 1.16,803 | 1.16,514 | 1.16,171 | 2    |
| 3                  | 4   | Lando Norris     | McLaren-Mercedes             | 1.16,505 | 1.16,301 | 1.16,260 | 3    |
| 4                  | 16  | Charles Leclerc  | Ferrari                      | 1.16,972 | 1.16,641 | 1.16,265 | 4    |
| 5                  | 63  | George Russell   | Mercedes                     | 1.17,194 | 1.16,937 | 1.16,356 | 5    |
| 6                  | 44  | Lewis Hamilton   | Mercedes                     | 1.17,306 | 1.16,973 | 1.16,651 | 6    |
| 7                  | 20  | Kevin Magnussen  | Haas-Ferrari                 | 1.17,125 | 1.17,003 | 1.16,886 | 7    |
| 8                  | 10  | Pierre Gasly     | Alpine-Renault               | 1.17,149 | 1.17,048 | 1.16,892 | 8    |
| 9                  | 23  | Alexander Albon  | Williams-Mercedes            | 1.17,189 | 1.16,988 | 1.17,065 | 9    |
| 10                 | 27  | Nico Hülkenberg  | Haas-Ferrari                 | 1.17,186 | 1.16,995 | 1.17,365 | 10   |
| 11                 | 22  | Yuki Tsunoda     | RB-Honda RBPT                | 1.17,182 | 1.17,129 | N/A      | 11   |
| 12                 | 30  | Liam Lawson      | RB-Honda RBPT                | 1.17,380 | 1.17,162 | N/A      | 12   |
| 13                 | 14  | Fernando Alonso  | Aston Martin Aramco-Mercedes | 1.17,307 | 1.17,168 | N/A      | 13   |
| 14                 | 18  | Lance Stroll     | Aston Martin Aramco-Mercedes | 1.17,407 | 1.17,294 | N/A      | 14   |
| 15                 | 77  | Valtteri Bottas  | Kick Sauber-Ferrari          | 1.17,393 | 1.17,817 | N/A      | 15   |
| 16                 | 43  | Franco Colapinto | Williams-Mercedes            | 1.17,558 | N/A      | N/A      | 16   |
| 17                 | 81  | Oscar Piastri    | McLaren-Mercedes             | 1.17,597 | N/A      | N/A      | 17   |
| 18                 | 11  | Sergio Pérez     | Red Bull Racing-Honda RBPT   | 1.17,611 | N/A      | N/A      | 18   |
| 19                 | 31  | Esteban Ocon     | Alpine-Renault               | 1.17,617 | N/A      | N/A      | PL1  |
| 20                 | 24  | Zhou Guanyu      | Kick Sauber-Ferrari          | 1.18,072 | N/A      | N/A      | 19   |
| 107%-tid: 1.21,860 |     |                  |                              |          |          |          |      |
| Kilde:             |     |                  |                              |          |          |          |      |

Noter:
↑1 - Esteban Ocon måtte starte fra pit lane efter at have lavet ændringer på hans bil under parc fermé.

## Resultat
| Pos.                                                              | Nr. | Kører            | Konstruktør                  | Omgange | Tid/Udgået  | Startpos. | Point |
| ----------------------------------------------------------------- | --- | ---------------- | ---------------------------- | ------- | ----------- | --------- | ----- |
| 1                                                                 | 55  | Carlos Sainz Jr. | Ferrari                      | 71      | 1:40.55,800 | 1         | 25    |
| 2                                                                 | 4   | Lando Norris     | McLaren-Mercedes             | 71      | +4,705      | 3         | 18    |
| 3                                                                 | 16  | Charles Leclerc  | Ferrari                      | 71      | +34,387     | 4         | 161   |
| 4                                                                 | 44  | Lewis Hamilton   | Mercedes                     | 71      | +44,780     | 6         | 12    |
| 5                                                                 | 63  | George Russell   | Mercedes                     | 71      | +48,536     | 5         | 10    |
| 6                                                                 | 1   | Max Verstappen   | Red Bull Racing-Honda RBPT   | 71      | +59,558     | 2         | 8     |
| 7                                                                 | 20  | Kevin Magnussen  | Haas-Ferrari                 | 71      | +1.03,642   | 7         | 6     |
| 8                                                                 | 81  | Oscar Piastri    | McLaren-Mercedes             | 71      | +1.04.928   | 17        | 4     |
| 9                                                                 | 27  | Nico Hülkenberg  | Haas-Ferrari                 | 70      | +1 omgang   | 10        | 2     |
| 10                                                                | 10  | Pierre Gasly     | Alpine-Renault               | 70      | +1 omgang   | 8         | 1     |
| 11                                                                | 18  | Lance Stroll     | Aston Martin Aramco-Mercedes | 70      | +1 omgang   | 14        |       |
| 12                                                                | 43  | Franco Colapinto | Williams-Mercedes            | 70      | +1 omgang2  | 16        |       |
| 13                                                                | 31  | Esteban Ocon     | Alpine-Renault               | 70      | +1 omgang   | PL        |       |
| 14                                                                | 77  | Valtteri Bottas  | Kick Sauber-Ferrari          | 70      | +1 omgang   | 15        |       |
| 15                                                                | 24  | Zhou Guanyu      | Kick Sauber-Ferrari          | 70      | +1 omgang   | 19        |       |
| 16                                                                | 30  | Liam Lawson      | RB-Honda RBPT                | 70      | +1 omgang   | 12        |       |
| 17                                                                | 11  | Sergio Pérez     | Red Bull Racing-Honda RBPT   | 70      | +1 omgang   | 18        |       |
| Ret                                                               | 14  | Fernando Alonso  | Aston Martin Aramco-Mercedes | 15      | Bremser     | 13        |       |
| Ret                                                               | 23  | Alexander Albon  | Williams-Mercedes            | 0       | Sammenstød  | 9         |       |
| Ret                                                               | 22  | Yuki Tsunoda     | RB-Honda RBPT                | 0       | Sammenstød  | 11        |       |
| Hurtigste omgang: Charles Leclerc (Ferrari) - 1.18,336 (omgang71) |     |                  |                              |         |             |           |       |
| Kilde:                                                            |     |                  |                              |         |             |           |       |

Noter:
↑1 -  Inkluderer point for hurtigste omgang.
↑2 - Franco Colapinto blev givet en 10-sekunders straf for at være skyld i et sammenstød med Liam Lawson. Hans slutposition forblev uændret af straffen.

## Stilling i mesterskaberne efter løbet
| Pos. | Kører            | Point |
| ---- | ---------------- | ----- |
| 1    | Max Verstappen   | 362   |
| 2    | Lando Norris     | 315   |
| 3    | Charles Leclerc  | 291   |
| 4    | Oscar Piastri    | 251   |
| 5    | Carlos Sainz Jr. | 240   |

| Pos. | Konstruktør           | Point |
| ---- | --------------------- | ----- |
| 1    | McLaren-Mercedes      | 566   |
| 2    | Ferrari               | 537   |
| 3    | Red Bull-Honda RBPT   | 512   |
| 4    | Mercedes              | 366   |
| 5    | Aston Martin-Mercedes | 86    |